# Romain Perraud
Pour les articles homonymes, voir Perraud.
Romain Perraud, né le 22 septembre 1997 à Toulouse en France, est un footballeur français qui évolue au poste d'arrière gauche au LOSC Lille.

## Biographie

### OGC Nice
Après avoir passé de longues années à l'US Colomiers, Romain Perraud rejoint l'OGC Nice en 2014, où il poursuit sa formation. Il est lancé à l'âge de 19 ans dans le monde professionnel, le 8 décembre 2016, lors d'une rencontre de Ligue Europa face au FK Krasnodar. Titulaire sur le côté gauche dans une défense à cinq, il prend part à l'intégralité de la rencontre et participe donc à la victoire de son équipe ce jour-là (2-1). Il ne rejoue cependant pas de la saison avec l'équipe première.
Il faut attendre la saison suivante pour revoir Romain Perraud avec l'équipe première, et quasiment un an jour pour jour, puisque c'est le 7 décembre 2017 face au Vitesse Arnhem en Ligue Europa qu'il fait une nouvelle apparition. Entrant en jeu en fin de partie, il ne peut empêcher la défaite des siens (1-0). Lors de cette saison, il découvre aussi la Ligue 1 en foulant la pelouse du Stade Geoffroy-Guichard, alors que son équipe affronte l'AS Saint-Étienne, le 21 janvier 2018. Il entre en jeu en toute fin de match à la place de Bassem Srarfi, et Nice remporte le match (0-1). Il n'est cependant plus réutilisé ensuite en première division cette saison-là.

### Paris FC
En manque de temps de jeu à Nice, Romain Perraud est prêté au Paris FC en Ligue 2 pour la saison 2018-2019. Le 14 septembre 2018, il joue son premier match sous ses nouvelles couleurs, en étant titularisé en championnat face à l'AC Ajaccio (0-0). Une semaine plus tard, il est à nouveau titularisé et fête ses 21 ans lors de ce 22 septembre, en inscrivant son premier but en professionnel, et donc pour le Paris FC, en ouvrant le score face au FC Metz. Son équipe remporte finalement le match sur le score de 2-1. Il s'impose alors comme un titulaire au Paris FC, étant l'auteur d'une saison pleine avec 33 matchs et 5 buts, participant à la bonne saison de son équipe qui lutte pour la montée en première division, et termine à la quatrième place au classement. À l'issue de la saison, il est élu meilleur joueur du championnat de Ligue 2.

### Stade brestois 29
Le 17 juillet 2019, le latéral gauche français rejoint le Stade brestois, pour y parapher un contrat de quatre ans. Il joue son premier match sous ses nouvelles couleurs le 10 août 2019, lors de la première journée de la saison 2019-2020 de Ligue 1 face au Toulouse FC. Il est titulaire ce jour-là et les deux équipes font match nul (1-1).
Son début de saison 2020-2021 (trois buts et trois passes décisives) lui permet de figurer au sein de l'équipe type de Ligue 1 après dix journées.

### Southampton FC
Annoncé depuis plusieurs semaines, Romain Perraud s'engage officiellement avec le Southampton FC le 2 juillet 2021.
Le 16 octobre 2022, Perraud inscrit son premier but pour Southampton, à l'occasion d'une rencontre de coupe d'Angleterre contre West Ham United. Titulaire, il ouvre le score sur un service de Kyle Walker-Peters et participe à la victoire de son équipe par trois buts à un,.
Lors de la saison 2022-2023, Perraud ne peut empêcher la descente de son équipe en deuxième division, Southampton terminant à la 20e et dernière place de Premier League.

### OGC Nice
Le 28 août 2023, il rejoint l'OGC Nice son club formateur sous la forme d'un prêt avec option d'achat.

### Betis Séville
Le 24 juin 2024, Romain Perraud quitte définitivement Southampton en s'engageant avec le club espagnol du Betis Séville. Il signe un contrat courant jusqu'en juin 2029 avec le club andalou.

### LOSC Lille
Le 8 août 2025, Romain Perraud quitte le club de Séville et est transféré au LOSC Lille en paraphant un contrat de trois ans, soit jusqu'en juin 2028. Le montant du transfert est estimé à trois millions d'euros
Il fait ses débuts pour le LOSC Lille, le 17 août 2025, lors de la 1ère journée de Ligue 1 contre le Stade brestois 29 (match nul 3-3).

## Statistiques
Le tableau ci-dessous retrace la carrière de Romain Perraud depuis ses débuts :

| Saison                | Club                  | Championnat           | Championnat | Championnat | Coupe nationale | Coupe nationale | Coupe de la Ligue | Coupe de la Ligue | Compétition(s) continentale(s) | Compétition(s) continentale(s) | Compétition(s) continentale(s) | Barrages d'accession | Barrages d'accession | Total | Total |
| Saison                | Club                  | Division              | M.          | B.          | M.              | B.              | M.                | B.                | Comp.                          | M.                             | B.                             | M.                   | B.                   | M.    | B.    |
| 2016-2017             | OGC Nice              | Ligue 1               | -           | -           | -               | -               | -                 | -                 | C3                             | 1                              | 0                              | -                    | -                    | 1     | 0     |
| 2017-2018             | OGC Nice              | Ligue 1               | 1           | 0           | -               | -               | -                 | -                 | C3                             | 2                              | 0                              | -                    | -                    | 3     | 0     |
| Sous-total            | Sous-total            | Sous-total            | 1           | 0           | -               | -               | -                 | -                 | -                              | 3                              | 0                              | -                    | -                    | 4     | 0     |
| 2018-2019             | Paris FC (prêt)       | Ligue 2               | 32          | 5           | 1               | 0               | -                 | -                 | -                              | -                              | -                              | 1                    | 0                    | 34    | 5     |
| 2019-2020             | Stade brestois 29     | Ligue 1               | 20          | 0           | 1               | 0               | 3                 | 0                 | -                              | -                              | -                              | -                    | -                    | 24    | 0     |
| 2020-2021             | Stade brestois 29     | Ligue 1               | 36          | 3           | 1               | 0               | -                 | -                 | -                              | -                              | -                              | -                    | -                    | 37    | 3     |
| Sous-total            | Sous-total            | Sous-total            | 56          | 3           | 2               | 0               | 3                 | 0                 | -                              | -                              | -                              | -                    | -                    | 61    | 3     |
| 2021-2022             | Southampton FC        | Premier League        | 20          | 0           | 2               | 1               | 1                 | 0                 | -                              | -                              | -                              | -                    | -                    | 23    | 1     |
| 2022-2023             | Southampton FC        | Premier League        | 29          | 2           | 3               | 2               | 4                 | 0                 | -                              | -                              | -                              | -                    | -                    | 36    | 4     |
| 2023-2024             | Southampton FC        | Championship          | -           | -           | 1               | 0               | -                 | -                 | -                              | -                              | -                              | -                    | -                    | 1     | 0     |
| Sous-total            | Sous-total            | Sous-total            | 49          | 2           | 6               | 3               | 5                 | 0                 | -                              | -                              | -                              | -                    | -                    | 60    | 5     |
| 2023-2024             | OGC Nice (prêt)       | Ligue 1               | 19          | 0           | 2               | 0               | -                 | -                 | -                              | -                              | -                              | -                    | -                    | 21    | 0     |
| 2024-2025             | Bétis Séville         | Liga                  | 28          | 2           | 3               | 0               | -                 | -                 | C4                             | 10                             | 0                              | -                    | -                    | 41    | 2     |
| 2025-2026             | Lille OSC             | Ligue 1               | 1           | 0           | 0               | 0               | -                 | -                 | C3                             | 0                              | 0                              | -                    | -                    | 1     | 0     |
| Total sur la carrière | Total sur la carrière | Total sur la carrière | 185         | 12          | 14              | 3               | 8                 | 0                 | -                              | 13                             | 0                              | 1                    | 0                    | 221   | 15    |